# Joseph Lateiner
Joseph Lateiner (* September 1853 in Jassy, Rumänien; † 1935) gilt als der erste berufsmäßige jiddische Theaterschriftsteller, der seine literarisch geringwertigen Stücke fließbandmäßig produzierte. Für viele Jahre war er eine der erfolgreichsten und bekanntesten Figuren des jiddischen Theaters in Amerika.

## Leben
Joseph Lateiner wurde als Kind armer Eltern geboren, streng jüdisch erzogen und erwies sich als äußerst talentvoller Talmudstudent. Sehr früh aber schon interessierte er sich ebenso für außerreligiöse Literatur in den modernen Weltsprachen, die er studierte und die ihm die traditionellen Formen gesetzestreuen jüdischen Lebens abspenstig machte.
Noch in Rumänien (vor allem in Bukarest) schrieb er ab ca. 1878 unter dem Einfluss Goldfadens und gleichzeitig mit diesem Stücke für das jiddische Theater, erreichte aber bei weitem nicht dessen – teilweise eben auch nur geringes – Niveau. Nach dem Zusammenbruch des jiddischen Theaters in Rumänien zog Lateiner mit einer Schauspieltruppe weiter nach Odessa, wo er verschiedene Stücke produzierte und zur Aufführung brachte.
Um 1885 kam Lateiner nach New York City, 1902 war er dort gemeinsam mit Sophia Karp und Jacob Fischel Gründer des jiddischen „Grand Theater“.

## Bedeutung
Nach dem Theaterkritiker Michael Weichert (im entsprechenden Artikel des Jüdischen Lexikons, s. u.) bestand Lateiners Theaterproduktion, die an die 200 Stücke umfasst, „meist aus zur Not verjüdischten fremden Stücken, die eine lose Mischung rührseliger Hintertreppenromantik und roher Schwankbanalität enthalten“; Salomon Wininger (s. u.) spricht sogar ausdrücklich von „Schundfabrikation“ – allerdings erklären sich Lateiners gehetzte Produktion und die Effekthascherei seiner Stücke zum Teil auch aus einer ungesunden Wettbewerbssituation, da er über Monate hinweg sich mit seinem Konkurrenten Mosche Hurwitz einen Dichterwettstreit um die Vorherrschaft an der jiddischen Bühne lieferte und so im wöchentlichen Rhythmus neue Stücke für das Theater vorzulegen gezwungen war.

## Werke (Auswahl)
A Jahr noch der Chassene – A Korban von Liebe – A Mutterherz – Alexander oder der Kronprinz von Jeruschalajim – Bath Schewa oder das Winschfingerl – Ben Jaacob oder Goluth Spanien – Blimale, die Perl von Warschau oder Graf und Jude – Chawa oder die Schlang als Hausfrau – Chinke Pinke – Chochmath Schelomo oder Rav Tanchuma und der Aschmadai – Chorban Jeruschalajim – Chussen Kalleh – Daniel in der Löwengrube – Daniel oder die Tochter von Jeruschulajim – Das fünfte Gebot oder Kibid ov – Das jidische Herz – David b. Jischai (historische Operette) – Davids Geige – Der Amerikaner oder die goldene Chassene – Der emesser Fraind – Der entlofener Soldat – Der Ganev – Der Jid in Rumänien – Der Jom Hachupa – Der Komödiant oder a Schandfleck in der Mischpuche – Der Mames Töchterl – Der Mann untern Tisch – Der ormer Millionär – Der Ozer – Der Satan im Gan Eden – Der Stern von Prag – Die falsche Zewua – Die Hugenotten – Die jüdische Welt – Die Liebe fun Jeruschalajim (für Israel Grodners Truppe bearbeitet nach der entsprechenden Vorlage Mapus) – Die Schneiderin – Die schöne Esther oder der Melech – Die Sedernacht oder Bilbel Dam – Die verblondsete Neschume – Die Tzwei Schmil Schmelkes (sein erstes Theaterstück, nach dem Muster einer Goldfaden-Operette gestaltet) – Dybuk (in Odessa mit riesigem Erfolg uraufgeführt) – Dina oder der Gast von jener Welt – Ephraim und Menasche oder die Liebe von Zijon – Escheth Chajil oder die Prinzessin von Jehuda – Ester und Hamann – Ezra oder der Ewige Jude – Gabriel oder die Liebe von a jidische Frau – Galuth Russland – Goldale, Zion oder Al Naharath Babel – Hallel oder die Milchama mit dem Jezer hara – Ihr Widde – Ischara – Jehuda Maccabi – Jehudith die Zweite – Jehudith oder das verblondsete Schefale – Jehudith und Holophernes – Jente Pipernuter (Erstaufführung Odessa) – Jidale oder der Emeth und der Scheker – Josef und seine Brüder – Kiddosch Haschem oder jidischer Minister – König und Bauer – Korachs Ozroth – Lumpacius-Vagabundus (nach einer rumänischen Vorlage, für Grodner) – Mammon der Geldgott – Man Wabs Fraind – Mann und Weib – Mishke and Moshke oder Europäer in Amerika – Nathan Schlemiehl – Schloime Hamelechs Mischpat (historische Operette) – Vaterliebe – Vierhundert Jahr oder der Prinz und der Chacham – Zar Iwan Grosni